# Dragoman (gmina)
Dragoman (bułg.: Община Драгоман) – gmina w zachodniej Bułgarii, w obwodzie sofijskim.

## Miejscowości
Lista miejscowości gminy Dragoman:
- Berende izwor (bułg.: Беренде извор),
- Berende (bułg.: Беренде),
- Cacarowci (bułg.: Цацаровци),
- Cryklewci (bułg.: Цръклевци),
- Czekanec (bułg.: Чеканец),
- Czepyrlinci (bułg.: Чепърлинци),
- Czoruł (bułg.: Чорул),
- Czukowezer (bułg.: Чуковезер),
- Dołna Newlja (bułg.: Долна Невля),
- Dołno Nowo seło (bułg.: Долно Ново село),
- Dragoił (bułg.: Драгоил),
- Dragoman (bułg.: Драгоман) - siedziba gminy,
- Dreatin (bułg.: Дреатин),
- Gaber (bułg.: Габер),
- Golemo Małowo (bułg.: Големо Малово),
- Gorno seło (bułg.: Горно село),
- Gryłska padina (bułg.: Грълска падина),
- Jałbotina (bułg.: Ялботина),
- Kałotina (bułg.: Калотина),
- Kambelewci (bułg.: Камбелевци),
- Krusza (bułg.: Круша),
- Letnica (bułg.: Летница),
- Lipinci (bułg.: Липинци),
- Mało Małowo (bułg.: Мало Малово),
- Naczewo (bułg.: Начево),
- Nedeliszte (bułg.: Неделище),
- Nesła (bułg.: Несла),
- Nowo Byrdo (bułg.: Ново Бърдо),
- Prekryste (bułg.: Прекръсте),
- Rajanowci (bułg.: Раяновци),
- Taban (bułg.: Табан),
- Wasiłowci (bułg.: Василовци),
- Wiszan (bułg.: Вишан),
- Władisławci (bułg.: Владиславци).